# Association Sportive de Monaco Football Club 2013-2014
Questa pagina raccoglie i dati riguardanti l'Association Sportive de Monaco Football Club nelle competizioni ufficiali della stagione 2013-2014.

## Stagione
La squadra guidata da Ranieri, neopromossa in Ligue 1, terminò il campionato al secondo posto alle spalle del Paris Saint-Germain, ottenendo l'accesso all'UEFA Champions League 2014-2015. In Coppa di Francia il cammino si interruppe in semifinale per mano del Guingamp, mentre in coppa di lega arrivò l'immediata eliminazione ad opera dello Stade Reims.

## Maglie e sponsor
Lo sponsor tecnico è Macron, mentre quello ufficiale è FedCom.
| Casa | Trasferta |

## Organigramma societario
Aggiornato al 10 agosto 2013
Area direttiva
- Presidente: Dmitrij Rybolovlev
- Vicepresidente: Vadim Vasilyev
- Direttore generale esecutivo: Konstantin Zyryanov
- Direttore generale: Filips Dhondt
- Direttore tecnico: Riccardo Pecini
- Direttore del centro di formazione: Frédéric Barilaro
- Team Manager: Bernard Veronico
- Direttore finanziario: Emmanuel Blanchi
- Direttore organizzativo e della sicurezza: Pierre Uboldi
- Direttore della comunicazione e delle relazioni pubbliche: Bruno Skropeta
- Direttore commerciale: Bruce Bundrant
- Addetto stampa: Pierre-Joseph Gadeau

Area tecnica
- Allenatore: Claudio Ranieri
- Assistenti allenatore: Paolo Benetti, Jean Petit
- Allenatori dei portieri: Giorgio Pellizzaro, André Amitrano
- Medici Sociali: Bernardino Petrucci, Philippe Kuentz
- Fisioterapisti: Hervé Grolleau, Per Bastholt

## Rosa
Rosa, numerazione e ruoli, tratti dal sito ufficiale, sono aggiornati al 31 gennaio 2013.
| N. |                       | Ruolo | Calciatore                |
| -- | --------------------- | ----- | ------------------------- |
| 1  | Croazia (bandiera)    | P     | Danijel Subašić           |
| 2  | Brasile (bandiera)    | D     | Fabinho                   |
| 3  | Francia (bandiera)    | D     | Layvin Kurzawa            |
| 5  | Tunisia (bandiera)    | D     | Aymen Abdennour           |
| 6  | Portogallo (bandiera) | D     | Ricardo Carvalho          |
| 7  | Marocco (bandiera)    | C     | Nabil Dirar               |
| 8  | Portogallo (bandiera) | C     | João Moutinho             |
| 9  | Colombia (bandiera)   | A     | Radamel Falcao            |
| 10 | Colombia (bandiera)   | A     | James Rodríguez           |
| 11 | Argentina (bandiera)  | C     | Lucas Ocampos             |
| 15 | Bulgaria (bandiera)   | A     | Dimităr Berbatov          |
| 16 | Argentina (bandiera)  | P     | Sergio Romero             |
| 17 | Belgio (bandiera)     | A     | Yannick Ferreira Carrasco |
| 18 | Francia (bandiera)    | A     | Valère Germain            |
| 19 | Marocco (bandiera)    | C     | Mounir Obbadi             |

| N. |                        | Ruolo | Calciatore             |
| -- | ---------------------- | ----- | ---------------------- |
| 20 | Francia (bandiera)     | D     | Nicolas Isimat-Mirin   |
| 21 | Nigeria (bandiera)     | D     | Uwa Elderson Echiéjilé |
| 22 | Francia (bandiera)     | D     | Éric Abidal            |
| 23 | Francia (bandiera)     | A     | Anthony Martial        |
| 24 | Italia (bandiera)      | D     | Andrea Raggi           |
| 27 | Francia (bandiera)     | C     | Geoffrey Kondogbia     |
| 28 | Francia (bandiera)     | C     | Jérémy Toulalan        |
| 29 | Francia (bandiera)     | A     | Emmanuel Rivière       |
| 30 | Italia (bandiera)      | P     | Flavio Roma            |
| 31 | Germania (bandiera)    | D     | Andreas Wolf           |
| 33 | Francia (bandiera)     | C     | Jessy Pi               |
| 40 | Francia (bandiera)     | P     | Marc-Aurèle Caillard   |
| 41 | Francia (bandiera)     | P     | Axel Maraval           |
|    | Francia (bandiera)     | P     | Sébastien Chabbert     |
|    | Paesi Bassi (bandiera) | C     | Nacer Barazite         |

### Giocatori ceduti a stagione in corso
| N. |                      | Ruolo | Calciatore       |
| -- | -------------------- | ----- | ---------------- |
| 4  | Spagna (bandiera)    | D     | Borja López      |
| 5  | Francia (bandiera)   | C     | Gary Coulibaly   |
| 11 | Senegal (bandiera)   | A     | Ibrahima Touré   |
| 14 | Danimarca (bandiera) | C     | Jakob Poulsen    |
| 21 | Uruguay (bandiera)   | D     | Gary Kagelmacher |
| 26 | Francia (bandiera)   | A     | Terence Makengo  |

| N. |                           | Ruolo | Calciatore       |
| -- | ------------------------- | ----- | ---------------- |
| 27 | Rep. del Congo (bandiera) | C     | Delvin Ndinga    |
| 32 | RD del Congo (bandiera)   | C     | Marcel Tisserand |
|    | Francia (bandiera)        | C     | Aadil Assana     |
|    | Grecia (bandiera)         | D     | Giorgos Tzavelas |
|    | Rep. del Congo (bandiera) | C     | [[]]             |

## Calciomercato

### Sessione estiva(dall'1/7 al 2/9)
| Acquisti | Acquisti             | Acquisti        | Acquisti                         |
| R.       | Nome                 | da              | Modalità                         |
| -------- | -------------------- | --------------- | -------------------------------- |
| A        | Gaetano Monachello   |                 | svincolato                       |
| C        | James Rodríguez      | Porto           | definitivo (45 mln €)            |
| C        | João Moutinho        | Porto           | definitivo (25 mln €)            |
| D        | Ricardo Carvalho     |                 | svincolato                       |
| A        | Radamel Falcao       | Atlético Madrid | definitivo (60 mln €)            |
| D        | Nicolas Isimat-Mirin | Valenciennes    | definitivo (4 mln €)             |
| A        | Anthony Martial      | Olympique Lione | definitivo (5 mln €)             |
| C        | Jérémy Toulalan      | Malaga          | definitivo (5 mln €)             |
| D        | Éric Abidal          |                 | svincolato                       |
| D        | Fabinho              | Rio Ave         | prestito                         |
| D        | Borja López          | Sporting Gijón  | definitivo (2 mln €)             |
| C        | Chris Malonga        | Losanna         | fine prestito                    |
| A        | Terence Makengo      | Auxerre         | fine prestito                    |
| D        | Florian Pinteaux     | Sedan           | fine prestito                    |
| C        | Alexandros Tziolīs   | APOEL           | fine prestito                    |
| A        | Nacer Barazite       | Austria Vienna  | fine prestito                    |
| C        | Aadil Assana         | Clermont Foot   | fine prestito                    |
| P        | Sergio Romero        | Sampdoria       | prestito con opzione di riscatto |
| C        | Geoffrey Kondogbia   | Siviglia        | definitivo (20 mln €)            |

| Cessioni | Cessioni           | Cessioni          | Cessioni                  |
| R.       | Nome               | a                 | Modalità                  |
| -------- | ------------------ | ----------------- | ------------------------- |
| D        | Dennis Appiah      |                   | svincolato                |
| C        | Dominique Pandor   | Brest             | prestito                  |
| D        | Florian Pinteaux   |                   | svincolato                |
| C        | Nampalys Mendy     |                   | svincolato                |
| C        | Alexandros Tziolīs |                   | svincolato                |
| D        | Adriano            |                   | svincolato                |
| C        | Stéphane Dumont    |                   | fine carriera             |
| C        | Edgar Salli        | Lens              | prestito                  |
| C        | Jérémy Labor       | Brussels          | prestito                  |
| P        | Martin Sourzac     | Brussels          | prestito                  |
| D        | Carl Medjani       | Olympiacos        | prestito (fino a gennaio) |
| D        | Jérôme Phojo       | Bastia            | prestito                  |
| A        | Gaetano Monachello | Cercle Bruges     | prestito (fino a gennaio) |
| C        | Tristan Dingomé    | Le Havre          | prestito                  |
| C        | Emir Bajrami       | Twente            | fine prestito             |
| C        | Sebastián Ribas    | Genoa             | fine prestito             |
| A        | Ibrahima Touré     | Al-Nasr           | definitivo (5 mln €)      |
| C        | Aadil Assana       | Bastia            | prestito                  |
| C        | Delvin Ndinga      | Olympiacos        | prestito                  |
| D        | Giorgos Tzavelas   | PAOK              | definitivo                |
| A        | Terence Makengo    | Châteauroux       | definitivo                |
| D        | Gary Kagelmacher   | Valenciennes      | prestito                  |
| C        | Chris Malonga      | Vitória Guimarães | definitivo                |

### Sessione invernale(dal 3/1 al 31/1)
| Acquisti | Acquisti               | Acquisti      | Acquisti                         |
| R.       | Nome                   | da            | Modalità                         |
| -------- | ---------------------- | ------------- | -------------------------------- |
| D        | Carl Medjani           | Olympiacos    | fine prestito                    |
| A        | Lacina Traoré          | Anži          | definitivo (10 mln €)            |
| D        | Uwa Elderson Echiéjilé | Braga         | definitivo (1,5 mln €)           |
| A        | Gaetano Monachello     | Cercle Bruges | fine prestito                    |
| A        | Dimităr Berbatov       | Fulham        | prestito                         |
| D        | Aymen Abdennour        | Tolosa        | prestito con diritto di riscatto |

| Cessioni | Cessioni           | Cessioni       | Cessioni   |
| R.       | Nome               | a              | Modalità   |
| -------- | ------------------ | -------------- | ---------- |
| D        | Carl Medjani       | Valenciennes   | prestito   |
| C        | Gary Coulibaly     |                | svincolato |
| C        | Marcel Tisserand   | Lens           | prestito   |
| D        | Jakob Poulsen      | Midtjylland    | definitivo |
| A        | Lacina Traoré      | Everton        | prestito   |
| D        | Borja López        | Rayo Vallecano | prestito   |
| A        | Gaetano Monachello | Ergotelīs      | prestito   |

## Risultati

### Girone d'andata
| Arbitro: | Laurent Duhamel |

|  |           |                        |
|  | Marcatori | 82’ Rivière 87’ Falcao |

| Arbitro: | Benoît Millot |

|                                         |           |             |
| Falcao 18’ (rig.) Rivière 44’, 57’, 79’ | Marcatori | 24’ Montaño |

| Monaco 23 agosto 2013, ore 20:30 CEST 3ª giornata | Monaco        | 0 – 0 referto | Tolosa | Stadio Louis II (0 spett.)\| Arbitro: \| Philippe Kalt \| |
| Arbitro:                                          | Philippe Kalt |               |        |                                                           |

| Arbitro: | Ruddy Buquet |

|            |           |                        |
| Mendes 43’ | Marcatori | 47’ Falcao 79’ Rivière |

| Arbitro: | Alexandre Castro |

|                  |           |  |
| Falcao 6’ (rig.) | Marcatori |  |

| Arbitro: | Tony Chapron |

|                |           |            |
| Ibrahimović 4’ | Marcatori | 20’ Falcao |

| Arbitro: | Lionel Jaffredo |

|                             |           |  |
| Rivière 39’ Falcao 41’, 89’ | Marcatori |  |

| Arbitro: | Benoît Bastien |

|           |           |                 |
| Devaux 4’ | Marcatori | 13’ J. Moutinho |

| Arbitro: | Fredy Fautrel |

|                                   |           |             |
| Ferreira Carrasco 15’ Ocampos 87’ | Marcatori | 49’ Hamouma |

| Arbitro: | Olivier Thual |

|                      |           |                           |
| Bakambu 56’ Lopy 69’ | Marcatori | 5’, 10’ Ferreira Carrasco |

| Arbitro: | Laurent Duhamel |

|                       |           |           |
| Obbadi 28’ Falcao 36’ | Marcatori | 62’ Gomis |

| Arbitro: | Wilfried Bien |

|               |           |  |
| Roux 27’, 71’ | Marcatori |  |

| Arbitro: | Saïd Ennjimi |

|            |           |          |
| Falcao 27’ | Marcatori | 20’ Wass |

| Arbitro: | Tony Chapron |

|  |           |            |
|  | Marcatori | 71’ Obbadi |

| Arbitro: | Amaury Delerue |

|                              |           |  |
| J. Rodríguez 19’ Martial 44’ | Marcatori |  |

| Arbitro: | Stéphane Lannoy |

|  |           |                                         |
|  | Marcatori | 5’ J. Rodríguez 23’ Rivière 89’ Ocampos |

| Arbitro: | Antony Gautier |

|             |           |  |
| Rivière 75’ | Marcatori |  |

| Arbitro: | Laurent Duhamel |

|  |           |                        |
|  | Marcatori | 4’ Martial 42’ Kurzawa |

| Arbitro: | Olivier Thaul |

|                  |           |                                   |
| J. Rodríguez 84’ | Marcatori | 30’ (aut.) Abidal 58’ Ducourtioux |

#### Girone di ritorno
| Arbitro: | Amaury Delerue |

|           |           |             |
| Niang 69’ | Marcatori | 52’ Kurzawa |

| Arbitro: | Tony Chapron |

|  |           |                         |
|  | Marcatori | 36’ Kurzawa 88’ Ocampos |

| Arbitro: | Clément Turpin |

|                         |           |  |
| Germain 41’ Rivière 57’ | Marcatori |  |

| Arbitro: | Sébastien Desiage |

|                             |           |                         |
| Aboubakar 12’ Aliadière 73’ | Marcatori | 41’ Germain 87’ Kurzawa |

| Arbitro: | Stéphane Lannoy |

|                         |           |            |
| Thiago Silva 74’ (aut.) | Marcatori | 8’ Pastore |

| Arbitro: | Ruddy Buquet |

|  |           |                       |
|  | Marcatori | 45’, 77’ J. Rodríguez |

| Arbitro: | Antony Gautier |

|                                       |           |                   |
| Germain 8’ Toulalan 63’ Kurzawa 90+5’ | Marcatori | 53’, 71’ Oniangué |

| Arbitro: | Clément Turpin |

|                         |           |  |
| Lemoine 17’ Hamouma 67’ | Marcatori |  |

| Arbitro: | Mikael Lesage |

|                                     |           |           |
| Berbatov 6’ J. Rodríguez 55’ (rig.) | Marcatori | 83’ Butin |

| Arbitro: | Fredy Fautrel |

|                 |           |                                          |
| Briand 32’, 78’ | Marcatori | 4’ Germain 27’ J. Rodríguez 51’ Berbatov |

| Arbitro: | Nicolas Rainville |

|           |           |           |
| Obbadi 4’ | Marcatori | 38’ Origi |

| Arbitro: | Lionel Jaffredo |

|              |           |  |
| Mongongu 84’ | Marcatori |  |

| Arbitro: | Benoît Millot |

|                                        |           |            |
| J. Rodríguez 18’, 76’ (rig.) Raggi 72’ | Marcatori | 78’ Bedoya |

| Arbitro: | Ruddy Buquet |

|  |           |             |
|  | Marcatori | 55’ Rivière |

| Arbitro: | Laurent Duhamel |

|             |           |  |
| Berbatov 5’ | Marcatori |  |

| Arbitro: | Saïd Ennjimi |

|           |           |                                               |
| Tallo 75’ | Marcatori | 52’, 74’ Berbatov 88’ Kondogbia 90+2’ Ocampos |

| Arbitro: | Stéphane Lannoy |

|              |           |          |
| Berbatov 77’ | Marcatori | 85’ Atık |

| Arbitro: | Bartolomeu Varela |

|             |           |                       |
| Doumbia 70’ | Marcatori | 40’ Germain 87’ Dirar |

| Arbitro: | Tony Chapron |

|             |           |            |
| Ocampos 69’ | Marcatori | 15’ Hoarau |

### Coppa di Francia
| Arbitro: | Sébastien Desiage |

|                      |           |                                                  |
| Cakin 1’ Aguemon 35’ | Marcatori | 2’ Falcao 40’ J. Rodríguez 86’ Ferreira Carrasco |

| Arbitro: | Philippe Kalt |

|  |           |                             |
|  | Marcatori | 30’ Falcao 66’, 75’ Rivière |

| Arbitro: | Nicolas Rainville |

|  |           |               |
|  | Marcatori | 114’ Berbatov |

| Arbitro: | Benoît Bastien |

|                                                                     |           |  |
| Ocampos 17’, 66’ Berbatov 41’ Rivière 53’ Fabinho 57’ Kondogbia 85’ | Marcatori |  |

| Arbitro: | Antony Gautier |

|                             |           |              |
| Yatabaré 7’, 117’ Atık 114’ | Marcatori | 36’ Berbatov |

### Coppa di Lega

#### Ottavi di finale
| Arbitro: | Bartolomeu Varela |

|            |           |  |
| Devaux 34’ | Marcatori |  |

## Statistiche
Statistiche aggiornate al 17 maggio 2014.

### Statistiche di squadra
| Competizione     | Punti | In casa | In casa | In casa | In casa | In casa | In casa | In trasferta | In trasferta | In trasferta | In trasferta | In trasferta | In trasferta | Totale | Totale | Totale | Totale | Totale | Totale | DR  |
| Competizione     | Punti | G       | V       | N       | P       | Gf      | Gs      | G            | V            | N            | P            | Gf           | Gs           | G      | V      | N      | P      | Gf     | Gs     | DR  |
| ---------------- | ----- | ------- | ------- | ------- | ------- | ------- | ------- | ------------ | ------------ | ------------ | ------------ | ------------ | ------------ | ------ | ------ | ------ | ------ | ------ | ------ | --- |
| Ligue 1          | 80    | 19      | 12      | 6       | 1       | 32      | 14      | 19           | 11           | 5            | 3            | 31           | 17           | 38     | 23     | 11     | 4      | 63     | 31     | +32 |
| Coppa di Francia | -     | 1       | 1       | 0       | 0       | 6       | 0       | 4            | 3            | 0            | 1            | 8            | 5            | 5      | 4      | 0      | 1      | 14     | 5      | +9  |
| Coppa di Lega    | -     | 0       | 0       | 0       | 0       | 0       | 0       | 1            | 0            | 0            | 1            | 0            | 1            | 1      | 0      | 0      | 1      | 0      | 1      | -1  |
| Totale           | -     | 20      | 13      | 6       | 1       | 38      | 14      | 24           | 14           | 5            | 5            | 39           | 23           | 44     | 27     | 11     | 6      | 77     | 37     | +40 |

### Statistiche dei giocatori
| Giocatore            | Ligue 1  | Ligue 1 | Ligue 1     | Ligue 1    | Coppa di Francia | Coppa di Francia | Coppa di Francia | Coppa di Francia | Coppa di Lega | Coppa di Lega | Coppa di Lega | Coppa di Lega | Totale   | Totale | Totale      | Totale     |
| Giocatore            | Presenze | Reti    | Ammonizioni | Espulsioni | Presenze         | Reti             | Ammonizioni      | Espulsioni       | Presenze      | Reti          | Ammonizioni   | Espulsioni    | Presenze | Reti   | Ammonizioni | Espulsioni |
| -------------------- | -------- | ------- | ----------- | ---------- | ---------------- | ---------------- | ---------------- | ---------------- | ------------- | ------------- | ------------- | ------------- | -------- | ------ | ----------- | ---------- |
| A. Abdennour         | 6        | 0       | 2           | 0          | 0                | 0                | 0                | 0                | 0             | 0             | 0             | 0             | 6        | 0      | 2           | 0          |
| É. Abidal            | 26       | 0       | 6           | 0          | 3                | 0                | 0                | 0                | 0             | 0             | 0             | 0             | 29       | 0      | 6           | 0          |
| A. Assana            | 0        | 0       | 0           | 0          | 0                | 0                | 0                | 0                | 0             | 0             | 0             | 0             | 0        | 0      | 0           | 0          |
| N. Barazite          | 0        | 0       | 0           | 0          | 0                | 0                | 0                | 0                | 0             | 0             | 0             | 0             | 0        | 0      | 0           | 0          |
| D. Berbatov          | 12       | 6       | 1           | 0          | 3                | 3                | 0                | 0                | 0             | 0             | 0             | 0             | 15       | 9      | 1           | 0          |
| M. Caillard          | 0        | 0       | 0           | 0          | 0                | 0                | 0                | 0                | 0             | 0             | 0             | 0             | 0        | 0      | 0           | 0          |
| R. Carvalho          | 37       | 0       | 7           | 0          | 3                | 0                | 0                | 0                | 0             | 0             | 0             | 0             | 40       | 0      | 7           | 0          |
| S. Chabbert          | 0        | 0       | 0           | 0          | 0                | 0                | 0                | 0                | 0             | 0             | 0             | 0             | 0        | 0      | 0           | 0          |
| G. Coulibaly         | 0        | 0       | 0           | 0          | 0                | 0                | 0                | 0                | 0             | 0             | 0             | 0             | 0        | 0      | 0           | 0          |
| N. Dirar             | 11       | 1       | 0           | 0          | 2                | 0                | 0                | 0                | 0             | 0             | 0             | 0             | 13       | 1      | 0           | 0          |
| Fabinho              | 26       | 0       | 3           | 0          | 4                | 1                | 0                | 0                | 1             | 0             | 1             | 0             | 31       | 1      | 4           | 0          |
| Elderson             | 5        | 0       | 2           | 0          | 2                | 0                | 0                | 0                | 0             | 0             | 0             | 0             | 7        | 0      | 2           | 0          |
| R. Falcao            | 17       | 9       | 5           | 0          | 2                | 2                | 0                | 0                | 0             | 0             | 0             | 0             | 19       | 11     | 5           | 0          |
| Y. Ferreira Carrasco | 18       | 3       | 2           | 0          | 4                | 1                | 0                | 0                | 0             | 0             | 0             | 0             | 22       | 4      | 2           | 0          |
| V. Germain           | 23       | 5       | 1           | 0          | 2                | 0                | 0                | 0                | 1             | 0             | 0             | 0             | 26       | 5      | 1           | 0          |
| N. Isimat-Mirin      | 6        | 0       | 0           | 0          | 4                | 0                | 0                | 0                | 1             | 0             | 0             | 0             | 11       | 0      | 0           | 0          |
| G. Kagelmacher       | 0        | 0       | 0           | 0          | 0                | 0                | 0                | 0                | 0             | 0             | 0             | 0             | 0        | 0      | 0           | 0          |
| G. Kondogbia         | 26       | 1       | 3           | 0          | 4                | 1                | 0                | 0                | 1             | 0             | 1             | 0             | 31       | 2      | 4           | 0          |
| L. Kurzawa           | 28       | 5       | 2           | 0          | 1                | 0                | 0                | 0                | 0             | 0             | 0             | 0             | 29       | 5      | 2           | 0          |
| B. López             | 1        | 0       | 0           | 0          | 0                | 0                | 0                | 0                | 1             | 0             | 0             | 0             | 2        | 0      | 0           | 0          |
| T. Makengo           | 0        | 0       | 0           | 0          | 0                | 0                | 0                | 0                | 0             | 0             | 0             | 0             | 0        | 0      | 0           | 0          |
| C. Malonga           | 0        | 0       | 0           | 0          | 0                | 0                | 0                | 0                | 0             | 0             | 0             | 0             | 0        | 0      | 0           | 0          |
| A. Maraval           | 0        | 0       | 0           | 0          | 0                | 0                | 0                | 0                | 0             | 0             | 0             | 0             | 0        | 0      | 0           | 0          |
| A. Martial           | 11       | 2       | 0           | 0          | 3                | 0                | 0                | 0                | 1             | 0             | 0             | 0             | 15       | 2      | 0           | 0          |
| J. Moutinho          | 31       | 1       | 3           | 0          | 3                | 0                | 0                | 0                | 0             | 0             | 0             | 0             | 34       | 1      | 3           | 0          |
| D. Ndinga            | 2        | 0       | 1           | 0          | 0                | 0                | 0                | 0                | 0             | 0             | 0             | 0             | 2        | 0      | 1           | 0          |
| M. Obbadi            | 31       | 3       | 4           | 0          | 3                | 0                | 1                | 0                | 0             | 0             | 0             | 0             | 34       | 3      | 5           | 0          |
| L. Ocampos           | 34       | 5       | 3           | 0          | 4                | 2                | 0                | 0                | 1             | 0             | 1             | 0             | 39       | 7      | 4           | 0          |
| J. Pi                | 5        | 0       | 0           | 0          | 0                | 0                | 0                | 0                | 1             | 0             | 0             | 0             | 6        | 0      | 0           | 0          |
| J. Poulsen           | 0        | 0       | 0           | 0          | 0                | 0                | 0                | 0                | 1             | 0             | 0             | 0             | 1        | 0      | 0           | 0          |
| A. Raggi             | 28       | 1       | 3           | 0          | 4                | 0                | 0                | 0                | 1             | 0             | 0             | 0             | 33       | 1      | 3           | 0          |
| E. Rivière           | 30       | 10      | 3           | 0          | 5                | 3                | 0                | 0                | 1             | 0             | 0             | 0             | 36       | 13     | 3           | 0          |
| J. Rodríguez         | 34       | 9       | 1           | 0          | 3                | 1                | 0                | 0                | 1             | 0             | 0             | 0             | 38       | 10     | 1           | 0          |
| F. Roma              | 1        | -1      | 0           | 0          | 0                | 0                | 0                | 0                | 0             | 0             | 0             | 0             | 1        | -1     | 0           | 0          |
| S. Romero            | 3        | -1      | 0           | 0          | 5                | -5               | 0                | 0                | 1             | -1            | 0             | 0             | 9        | -7     | 0           | 0          |
| D. Subašić           | 35       | -29     | 2           | 0          | 0                | 0                | 0                | 0                | 0             | 0             | 0             | 0             | 35       | -29    | 2           | 0          |
| M. Tisserand         | 6        | 0       | 0           | 0          | 0                | 0                | 0                | 0                | 0             | 0             | 0             | 0             | 6        | 0      | 0           | 0          |
| J. Toulalan          | 29       | 1       | 6           | 0          | 5                | 0                | 1                | 0                | 1             | 0             | 0             | 0             | 35       | 1      | 7           | 0          |
| I. Touré             | 0        | 0       | 0           | 0          | 0                | 0                | 0                | 0                | 0             | 0             | 0             | 0             | 0        | 0      | 0           | 0          |
| G. Tzavelas          | 0        | 0       | 0           | 0          | 0                | 0                | 0                | 0                | 0             | 0             | 0             | 0             | 0        | 0      | 0           | 0          |
| A. Wolf              | 1        | 0       | 0           | 0          | 0                | 0                | 0                | 0                | 0             | 0             | 0             | 0             | 1        | 0      | 0           | 0          |